# 岡崎市南部地域交流センター・よりなん
岡崎市南部地域交流センター・よりなん（おかざきしなんぶちいきこうりゅうセンター よりなん）は、岡崎市上地にある公共施設。
2006年10月1日オープン。建設費約5億8,000万円で建てられた。市は開館に先立ち、「市政だより おかざき」2006年5月1日号において愛称を広く募集。6月11日、市民検討ワークショップにおいて、本施設と同じ町内に住む市民の案が選ばれた。
管理運営は、オープンから2006年12月31日までは市が直営で行った。2007年1月1日からは「特定非営利活動法人岡崎まち育てセンター・りた」が行っている。

## 施設の案内

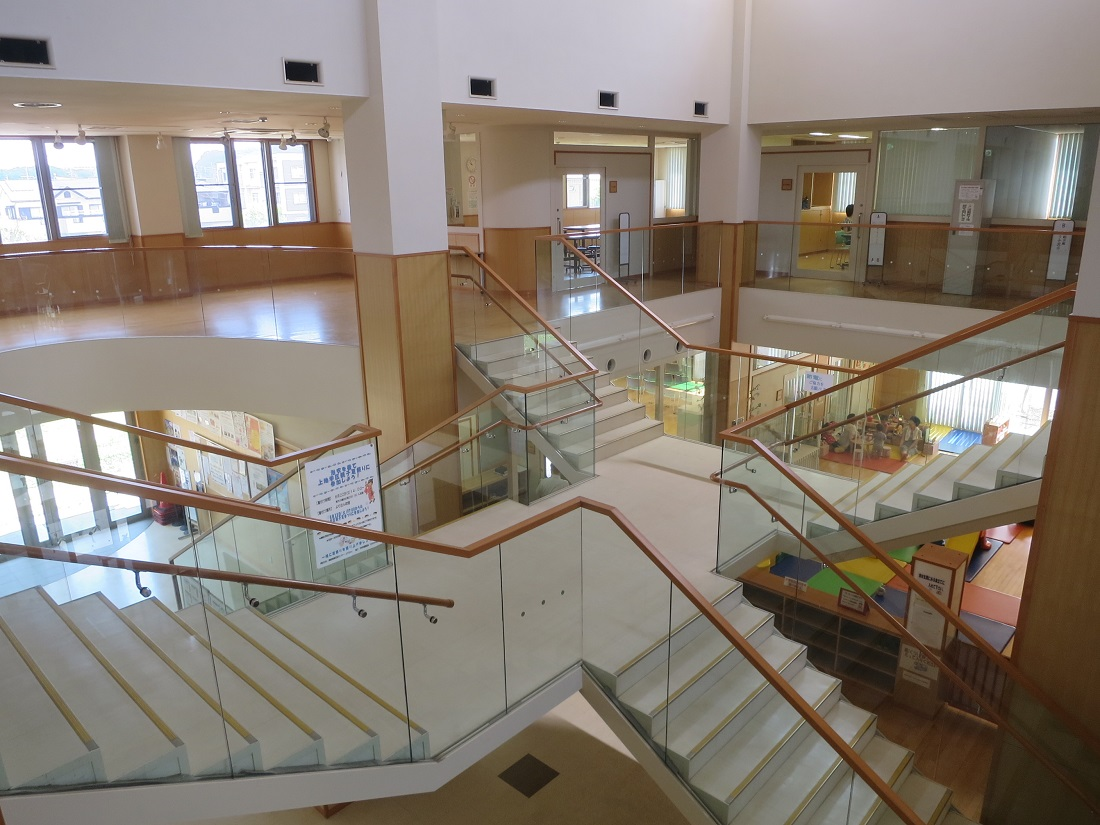
建物の内部

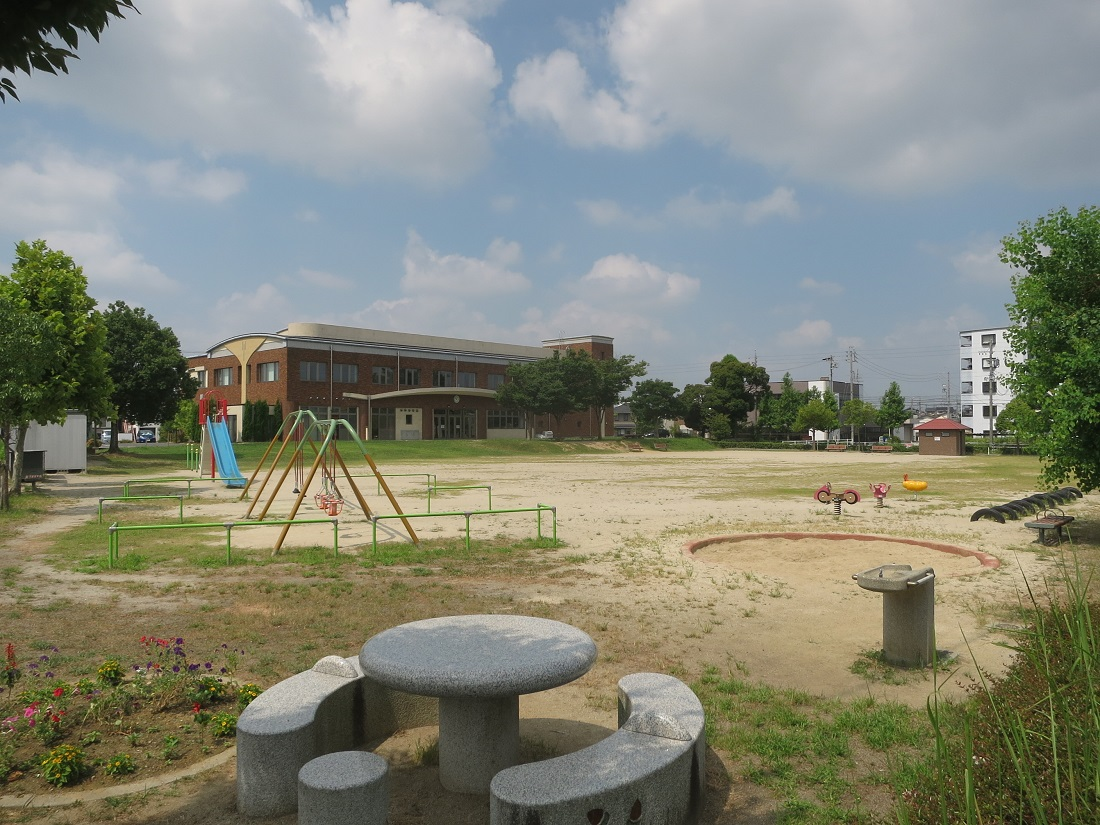
敷地に隣接する前田公園

利用時間は9:00～21:00。休館日は月曜日（祝日の場合は翌日）、12月29日から1月3日まで。
| 区分           | 定員          | 備考                               |
| -------------- | ------------- | ---------------------------------- |
| 第1活動室 全室 | 48人          | 有料。岡崎市の市民活動団体は半額。 |
| 第1活動室 B    | 24人          | 同上                               |
| 第2活動室 和室 | 24人          | 同上                               |
| 第3活動室 A    | 12人          | 同上                               |
| 第4活動室      | 24人          | 同上                               |
| 第5活動室      | 18人          | 同上                               |
| 第6活動室 A    | 24人 椅子50人 | 同上                               |
| 第6活動室 B    | 24人 椅子50人 | 同上                               |
| 調理室         |               | 同上                               |
| プレイルーム   |               | 無料                               |

## 交通アクセス
- JR東海道本線、愛知環状鉄道・愛知環状鉄道線 岡崎駅より路線バスで10分、「南部地域交流センター」バス停下車すぐ。